# Gorham (New Hampshire)
Gorham is een plaats (town) in de Amerikaanse staat New Hampshire, en valt bestuurlijk gezien onder Coos County.

## Demografie
Bij de volkstelling in 2000 werd het aantal inwoners vastgesteld op 2895.

## Geografie
Volgens het United States Census Bureau beslaat de plaats een oppervlakte van 83,7 km², waarvan 82,6 km² land en 1,1 km² water.

## Plaatsen in de nabije omgeving
De onderstaande figuur toont nabijgelegen plaatsen in een straal van 36 km rond Gorham.